# ناوشکن کلاس کنگو
ناوشکن کلاس کنگو (به انگلیسی: Kongō-class destroyer) یک کلاس از کشتی است که طول آن 528.2 ft (161 m) می‌باشد.